# 和多都美御子神社
和多都美御子神社（わたつみのみこじんじゃ）は、長崎県対馬市豊玉町にある神社。

## 概要
元は天神社であり、和多都美御子神社との関係はなかった。貞和5年（1349年）7月25日に筑前国大宰府から天満宮を勧請したのが始まりであるという。
明治初期に和多都美御子神社と改称したが、これは海神神社が和多都美神社を名乗ったことに起因している。